# رال

لوگوی رال

رال (آلمانی: RAL، مخفف Reichs-Ausschuß für Lieferbedingungen) استانداردی یکپارچه برای مدیریت رنگ است که در غالب کشورهای اروپایی به‌عنوان سامانه اصلی مدیریت رنگ به‌کار می‌رود. اداره این استاندارد را سازمان غیرانتفاعی RAL gGmbH که مقر آن در آلمان است بر عهده دارد. محصولات رسمی تائیدشده با استاندارد رنگ رال یک هولوگرام دارند تا تشخیص آن‌ها از محصولات قلابی امکان‌پذیر باشد.

## استانداردها

### رال کلاسیک
این مجموعه شامل ۲۱۳ رنگ است که به‌طور گسترده در صنایع مختلف مانند ساختمان‌سازی، خودروسازی و طراحی گرافیک استفاده می‌شود. هر رنگ در این مجموعه با یک کد چهار رقمی شناسایی می‌شود. این مجموعه نخستین بار در سال ۱۹۲۷ در آلمان ایجاد شد و در دههٔ ۱۹۳۰ شیوهٔ کنونی نام‌گذاری با اعداد چهاررقمی ابداع شد. در این عدد نخست به پایه رنگ و دیگر ارقام به جلوه‌های رنگ اشاره دارد.
| محدوده   | نام محدوده | اولین                   | آخرین                          | تعداد |
| -------- | ---------- | ----------------------- | ------------------------------ | ----- |
| RAL 1xxx | زرد        | RAL 1000 بژ سبز         | RAL 1037 زرد آفتابی            | ۳۰    |
| RAL 2xxx | نارنجی     | RAL 2000 نارنجی زرد     | RAL 2017 نارنجی RAL            | ۱۴    |
| RAL 3xxx | قرمز       | RAL 3000 قرمز شعله‌ای    | RAL 3033 صورتی مرواریدی        | ۲۵    |
| RAL 4xxx | بنفش       | RAL 4001 یاس بنفش       | RAL 4012 تمشک مرواریدی         | ۱۲    |
| RAL 5xxx | آبی        | RAL 5000 آبی بنفش       | RAL 5026 آبی شب مرواریدی       | ۲۵    |
| RAL 6xxx | سبز        | RAL 6000 سبز پاتینا     | RAL 6039 سبز فیبری             | ۳۷    |
| RAL 7xxx | خاکستری    | RAL 7000 خاکستری سنجابی | RAL 7048 خاکستری موشی مرواریدی | ۳۸    |
| RAL 8xxx | قهوه‌ای     | RAL 8000 قهوه‌ای سبز     | RAL 8029 مسی مرواریدی          | ۲۰    |
| RAL 9xxx | سفید/سیاه  | RAL 9001 کرم            | RAL 9023 خاکستری تیره مرواریدی | ۱۵    |

### رال طراحی
این مجموعه برای طراحان و معماران توسعه یافته و شامل بیش از ۱۶۲۵ رنگ است. رنگ‌ها در این مجموعه بر اساس سیستم رنگ‌های HSL سازمان‌دهی شده‌اند.

### رال افکت
این مجموعه شامل ۴۲۰ رنگ است که به‌طور خاص برای سطوح فلزی و غیرفلزی طراحی شده‌اند. این رنگ‌ها حاوی رنگدانه‌های اثرگذار هستند که جلوه‌های بصری خاصی ایجاد می‌کنند.

### رال پلاستیک
این مجموعه برای صنایع پلاستیک‌سازی توسعه یافته و شامل ۲۰۰ رنگ است که به‌طور خاص برای مواد پلاستیکی فرموله شده‌اند.

## یادداشت
1. ↑  یا «کمیته سلطنتی تضمین کیفیت»، سازمانی در آلمان که نخستین بار این استاندارد را تدوین کرد.